# Čínsko-indická válka

Mapa ukazuje indické a čínské nároky na hranici v oblasti Aksai Chin, linii Macartney-MacDonald, linku Foreign Office, stejně jako postup čínských sil, které okupovaly oblasti během čínsko-indické války.

Čínsko-indická válka byla krátká válka, ke které došlo v roce 1962 mezi Čínou a Indií. Hlavní příčinou války byly neshody o podobě himálajské hranice mezi státy, ale byly zde i další motivy. Indie například po Tibetském národním povstání poskytla azyl dalajlámovi, což Čína vnímala jako zásah do svých zájmů a vedlo
to k několika pohraničním potyčkám. Indie také při hlídání svých hranic překračovala McMahonovu linii, východní část linie aktuální kontroly vyhlášené v roce 1959 čínským premiérem Čouem En-lajem za hranici Číny.
Válka začala útokem čínských vojsk zároveň v Aksai Činu v Ladaku na západě a v Arunáčalpradéši na východě dne 20. října 1962, tedy v době Karibské krize. Čínské jednotky postupovaly úspěšně, ovšem posléze Čína vyhlásila 20. listopadu příměří a stáhla se ze sporného území zpět.
Jednalo se o válku výhradně pozemní, ani na jedné straně se nezapojilo letectvo nebo námořnictvo. Bojovalo se v drsných vysokohorských podmínkách nad 4.000 metrů (14.000 stop) a zemřelo přes 1300 indických vojáků a přes 700 čínských.
Příprava a vlastní čínský útok proběhl souběžně s 13denní kubánskou raketovou krizí (16. – 28. říjen 1962), kdy došlo k vzájemné konfrontaci USA a SSSR, takže Indie neobdržela podporu ani od jedné z těchto světových mocností až do vyřešení této krize.